# Mansión de Naukšēni
La Mansión de Naukšēni (en letón: Naukšēnu muižas pils; en alemán: Herrenhaus Naukschen) es una casa señorial de dos plantas localizada en el municipio de Naukšēni, parroquia de Naukšēni, en la región histórica de Vidzeme, en el norte de Letonia.

## Historia
Construida en 1820, fue renovada en 1843 por Friedrich Gottlieb Gläser en estilo Imperio según los esbozos hechos por su arrendador Heinrich Wilhelm von Groth. Modificaciones adicionales fueron hechas a finales del siglo XIX y de nuevo en 1938. Entre 1920 y 1957 el edificio funcionó como hogar para niños. Ahora alberga el museo de historia local de Naukšēni.